# هوندا هيروتاكا
هوندا هيروتاكا (باليابانية: 本多広孝؛ بالكانا: ほんだ ひろたか) هو ساموراي ياباني، ولد في 1528 في أوكازاكي في اليابان، وتوفي في 3 فبراير 1598.